# Ace Combat
Pour le premier jeu de la série, voir Air Combat.
Ace Combat est une série de jeux vidéo de type arcade intégrant des éléments de Gameplay empruntés au genre « simulation aérienne de combat », née en 1993, mettant en scène des combats aériens, inspirés d'évènements réels tels que la Seconde Guerre mondiale, la guerre froide la guerre du Koweït de 1990, et de divers autres conflits géopolitiques. Chaque opus a été développé par Namco, qui en a édité quelques-uns, laissant parfois ce soin à Sony ou à Atari.

## Système de jeu
Dans un Ace Combat, le joueur est aux commandes d'un avion de chasse, et doit effectuer différentes missions comme détruire une base ennemie, intercepter un escadron, s'enfuir, etc.
Les actions de base sont : accélérer, freiner, tourner, utiliser une mitrailleuse, et lancer des missiles à tête chercheuses. La mitrailleuse a une fréquence de tir élevée et un nombre important de munitions mais ses dégâts et sa portée sont faibles. Les missiles mettent du temps à être lancés puisqu'il est nécessaire de visualiser la cible un certain temps pour qu'elle soit verrouillée. Les dégâts et la portée sont beaucoup plus élevés que ceux de la mitrailleuse. Il est également possible d'effectuer des figures aériennes telles que la vrille, le tonneau ,la boucle ou encore le cobra
Trois vues sont disponibles: une vue à la première personne depuis le cockpit de l'appareil, une seconde version plus épurée où seules des informations comme l'orientation et l'altitude de l'avion sont disponibles en plus d'un pointeur tri-dimensionnel, ainsi qu'une vue à la troisième personne, plus spectaculaire, permettant de voir de dos l'avion piloté. Au fil du jeu, le joueur peut acheter de nouveaux avions avec de meilleures caractéristiques comme la rapidité ou l'armement.

## Les épisodes
La série commence en 1993 avec le jeu Ace Combat sur borne d'arcade. Un an plus tard, il est porté sur PlayStation (renommé Air Combat en dehors du Japon) et est l'un des six premiers jeux à devenir platinum. Les deux épisodes suivants sortent eux aussi sur cette console. Ace Combat 2 met en place l'univers parallèle de StrangeReal, qui sera repris comme canon par la majorité des épisodes suivants. Ace Combat 2 place le joueur au cœur d'un continent en conflit, où des forces nationalistes effectuent un coup d'état. Ace Combat 3 change légèrement l'ambiance en proposant des avions futuristes imaginaires, ayant lieu dans les années 2040. La version japonaise possède un scénario poussé, 52 niveaux, plusieurs fins différentes, et des personnages dessinés, de type dessin animé. Dans la version destinée aux États-Unis d'Amérique et à l'Europe, la réduction des coûts de production en un seul CD a sévèrement tronqué le contenu: scénario, missions, narration et avions disponibles ont été drastiquement réduits pour faire tenir le jeu sur un seul disque.
En 2001, la série passe sur PlayStation 2 avec Ace Combat: Distant Thunder. Aussi appelée Ace Combat 4, cet opus marque un pas en avant dans l'amélioration des graphismes grâce aux capacités de la console. Ace Combat: Distant Thunder a lieu lui aussi en StrangeReal, mettant en scène pour la première fois les super-armes devenues plus tard emblèmes de la série. C'est à partir de cet épisode que l'astéroïde ULYSSES 1994XF04 sera évoqué et jouera un rôle, direct ou distant, dans tous les futurs épisodes de la série, notamment sur la raison de la création des superarmes.
Ace Combat: Squadron Leader sorti en 2005 est souvent vu comme l'épisode le plus réussi de la série sur PlayStation 2. En outre des améliorations graphiques et musicales conséquente, cet opus met en gros plan la gestion de l'escadrille du protagoniste, le choix et l'équipement de leurs appareils, et les lance au cœur d'une guerre dans le Cercle Pacifique entre les deux superpuissances mondiales ; la Fédération Oséenne et l'Union des Républicains Yuktobaniens.
Ace Combat: The Belkan War (dénommé Ace Combat Zero aux États-Unis) est une préquelle de l'épisode précédent, sorti en 2006. Se déroulant en 1995, les évènements terrifiants de la Guerre du Belka vus sous forme de rétrospective lèvent le voile sur les conséquences de cette guerre qui a conduit directement au conflit d'Ace Combat 5. Utilisant le moteur graphique de Squadron Leader, Ace Combat Zero se démarque surtout de par sa narration, ses thèmes plus philosophiques, et ses musiques employant des instruments et compositions hispaniques ou peu communes.
Ace Combat 6: Fires Of Liberation fut le premier épisode sorti sur consoles de nouvelle génération. Exclusif à la Xbox 360, Ace Combat 6 fut la première expérience des développeurs sur un tel support. Étant en majeure partie une ré-écriture d'Ace Combat 4, le scénario est lourdement calqué sur les désastres de l'astéroïde Ulysses qui devient un vecteur direct de la guerre dévoilée dans cet opus. De nouveaux systèmes de jouabilité ont été mis en place, tels que le multijoueur en coopération, qui fut une première dans la série pour les consoles de salon. Ace Combat 6 est le dernier épisode sorti sur consoles de salon à se dérouler dans l'univers de StrangeReal, possédant tous les gènes que la série a acquis au fil des années, tels que chasseurs fictifs, super-armes défiant les lois de la physique ainsi que les traditionnelles forteresses volantes, cet opus est longtemps resté considéré comme le dernier bon Ace Combat sur consoles de salon. Sur le continent Anea, la majeure partie des fragments d'Ulysses a gravement endommagé les infrastructures et détruit l'économie de la République Fédérale d'Estovakia. Face à la crise, Estovakia décide de mener une attaque surprise contre la République d'Emmeria et sa capitale Gracemeria dans le but de s'emparer de leurs ressources et de leurs villes épargnées par la chute d'Ulysses.
Deux épisodes sont à mettre à part, car sortis sur console portable : Ace Combat Advance sur Game Boy Advance en 2005, et Ace Combat X: Skies of Deception, sur PlayStation Portable fin 2006.
En novembre 2009, Namco annonce Ace Combat Xi: Skies of Incursion un épisode qui est disponible à l'hiver 2009 exclusivement sur iPhone et iPod Touch. Cet épisode est développé par l’équipe Project Ace, responsable de l’ensemble des titres Ace Combat.
En août 2010, Namco annonce un tout nouvel épisode de la série : Ace Combat Assault Horizon prévu pour octobre 2011 sur PS3 et 360. Ce nouvel opus de la série prit une autre direction, plus marquée par des techniques et approches occidentales. Le jeu est beaucoup plus axé sur un aspect cinématographique, se déroule sur Terre dans un futur proche, et met le joueur aux commandes d'avions, hélicoptères, bombardiers et avions de support pour régler un conflit entre les États-Unis et la Russie, aux prises avec des forces nationalistes. Quoique Ace Combat: Assault Horizon fut initialement considéré comme une réussite par les critiques et sites spécialisés, le jeu finit par vite perdre de la popularité, autant de la part des joueurs de longue date de la série que par les nouveaux venus, ainsi que sites spécialisés. La jouabilité fut accusée d'être trop dirigiste, linéaire, pré-programmée, ainsi que le scénario qui fut longtemps critiqué comme étant une tentative d'imitation de la série hautement lucrative des Call Of Duty d'Activision. Ace Combat: Assault Horizon tient la distinction d'avoir été le premier jeu de la franchise à être porté sur PC, une expérience de la part de Namco qui s'essaya au marché du jeu vidéo sur ordinateur. Malgré ces bonnes intentions, la réputation d'Assault Horizon ne donna que des ventes médiocres ou au mieux décentes à sa mouture PC.
Annoncé le 2 août 2013, l'épisode suivant intitulé Ace Combat Infinity est disponible le 28 mai 2014. C'est le premier jeu de la franchise à adopter un modèle économique en free to play.
Ace Combat 7 est annoncé durant la conférence Playstation Experience 2015 et revient sur la planète Strangereal. Cet épisode raconte le conflit entre la super-puissante Fédération Oséenne et le Royaume d'Erusea, déjà vaincu par la Coalition de nations Uséennes pour s'être emparé et utilisé le système de défense planétaire Stonehenge contre les pays du continent Usea, évoqué dans Ace Combat: Distant Thunder. Ace Combat 7 est développé sur PlayStation 4, en utilisant le moteur 3D Unreal Engine 4 et supportera le PlayStation VR, ainsi que sur Xbox One et Microsoft Windows.

## Musique
Les musiques de la série sont de qualité, parfois très dramatiques, particulièrement dans le quatrième et le cinquième épisode. Des orchestres philharmoniques y ont participé, comme celui de Varsovie. Des chants latins sont présents. La bande son d'Ace Combat 3 a gagné en popularité parmi les fans de musique électronique, notamment ceux qui ont apprécié la bande-son des Ridge Racer.